# Josée Deschênes
Pour les articles homonymes, voir Deschênes.
Josée Deschênes est une actrice québécoise née le 9 août 1961 à Jonquière (Québec).

## Biographie
Elle est née le 9 août 1961 à Jonquière. Elle est la cofondatrice de la compagnie théâtre Niveau Parking de Québec. Elle est mère de deux garçons, Émile et William. Elle a été connue du grand public grâce à son rôle de Lison (Creton) dans La Petite Vie. À la télévision, elle a joué dans La Part des anges, Avoir su..., Annie et ses hommes et L'Auberge du chien noir. Au théâtre elle a joué entre autres dans Jeanne et les anges et dans Fleur d'acier. Au cinéma, elle a joué dans Le Polygraphe, Secret de banlieue et Les Aimants. Comédienne depuis une trentaine d'années, Josée Deschênes, a été également chroniqueuse à l'émission Une chance qu'on s'aime.

## Filmographie

### Cinéma
- 1997 : Le Polygraphe : Judith
- 1997 : Le Siège de l'âme
- 2002 : Secret de banlieue : Johanne
- 2004 : Les Aimants : Hélène
- 2014 : La Petite Reine : Suzanne Arseneau
- 2019 : Répertoire des villes disparues de Denis Côté : Gisèle Dubé
- 2022 : Un été comme ça de Denis Côté : Diane
- 2022 : Niagara de Guillaume Lambert : Nicole
- 2023 : Le Temps d'un été de Louise Archambault : Nicole Pelletier

### Télévision
- 1993-1998 : La Petite Vie : Lison « Creton » Paré
- 1998-1999 : La Part des anges : Florence Paradis
- 2000-2002 : Tag : Louise Castonguay
- 2001-2003 : Mon meilleur ennemi : Corrine Lussier
- 2001 : Avoir su... : Francine Jolicoeur
- 2002-2009 : Annie et ses hommes : Viviane Lessard
- 2003-2017 : L'Auberge du chien noir : Élaine Cadieux
- 2006-2008 : Il était une fois dans le trouble : Mère de Jee
- 2010-2013 : Tranches de vie : Suzanne Godin
- 2011-2016 : 30 vies : Patricia Caron
- 2017 : Web Thérapie : Maryse Meilleur
- 2018 : Lâcher prise : Dominique
- 2020 : Le Phoenix : Murielle Prud'homme
- 2021 : Audrey est revenue : Mireille Verville
- 2021-2024 : 5e Rang : Annette
- 2025 :Empathie : Diane Tétrault

### Télévision (autres)
- 2004 : Une chance qu'on s'aime : Chroniqueuse
- 2012 - 2016 : Faut pas rêver : Cookie Falcone (voix)

## Récompenses et Nominations

### Récompenses
- 2000 - Prix Gémeau, Meilleure interprétation féminine dans un rôle de soutien : téléroman, comédie de situation ou humour

### Nominations
- 1996 : Prix Génie pour la Meilleure actrice dans un rôle de soutien dans Le Polygraphe.